# Vicent Andrés Estellés

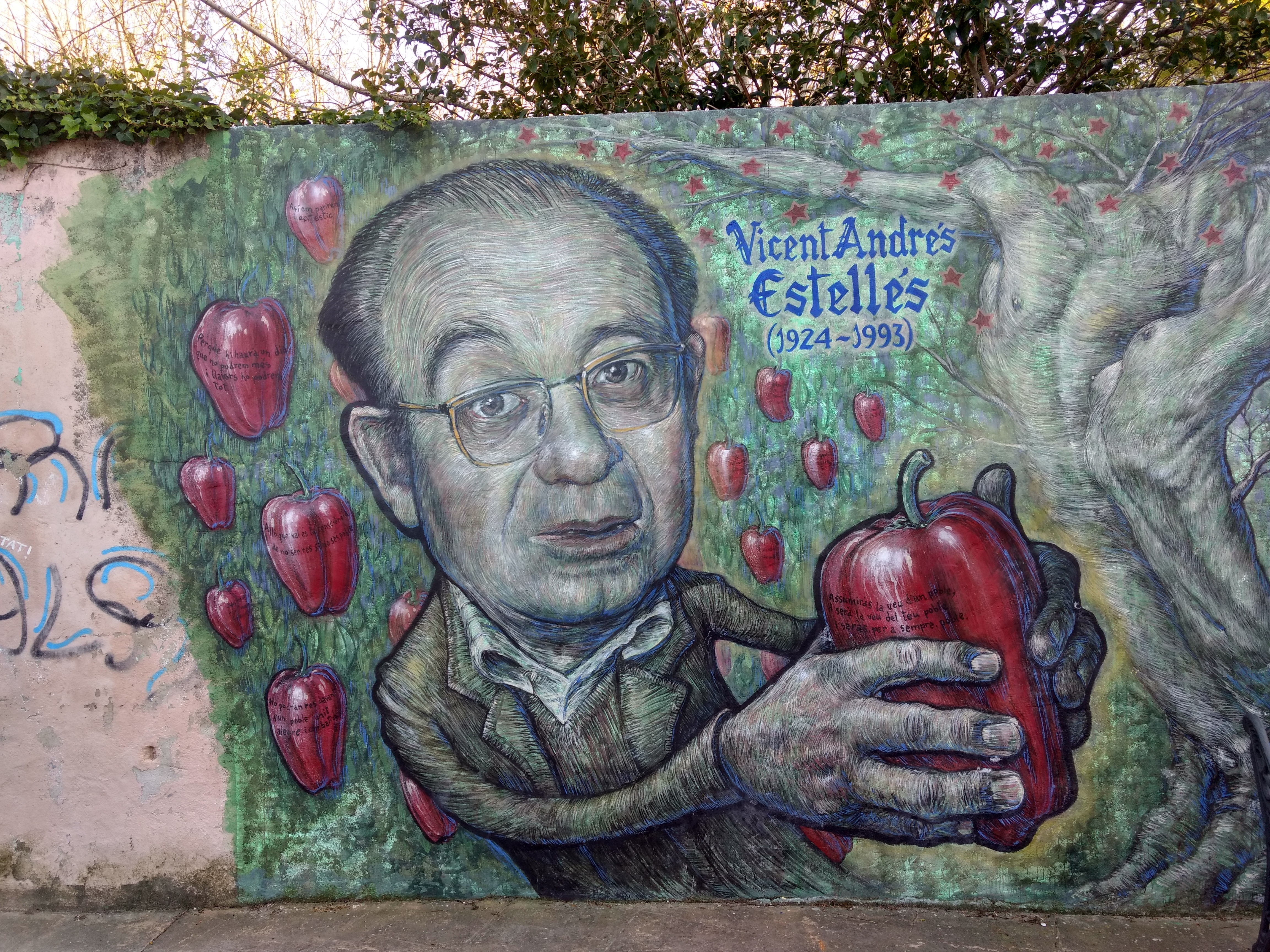
Vicent Andrés Estellés auf einem Wandbild in Muro de Alcoy

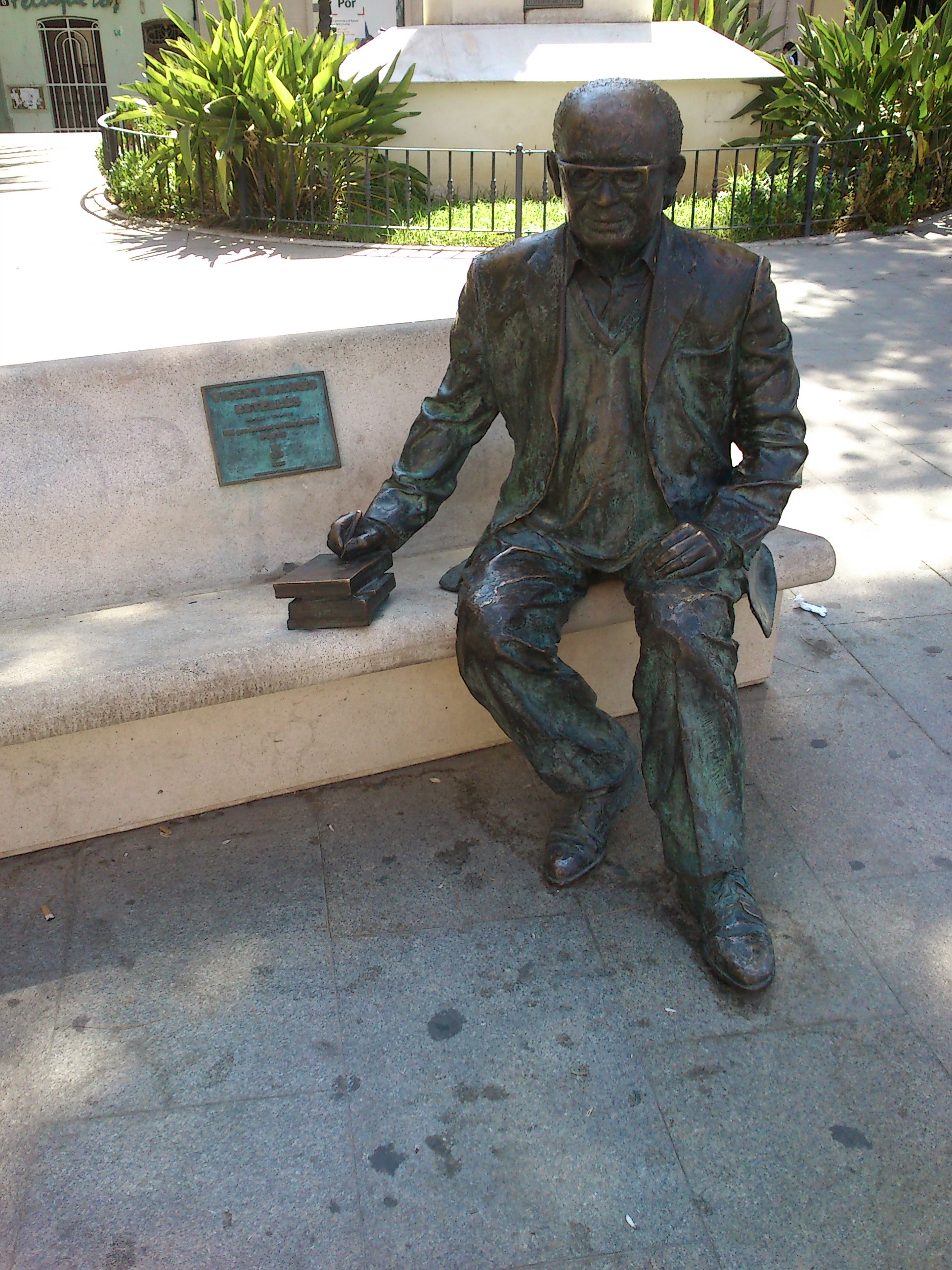
Bronzeskulptur von Vicent Andrés Estellés in seinem Geburtsort Burjassot

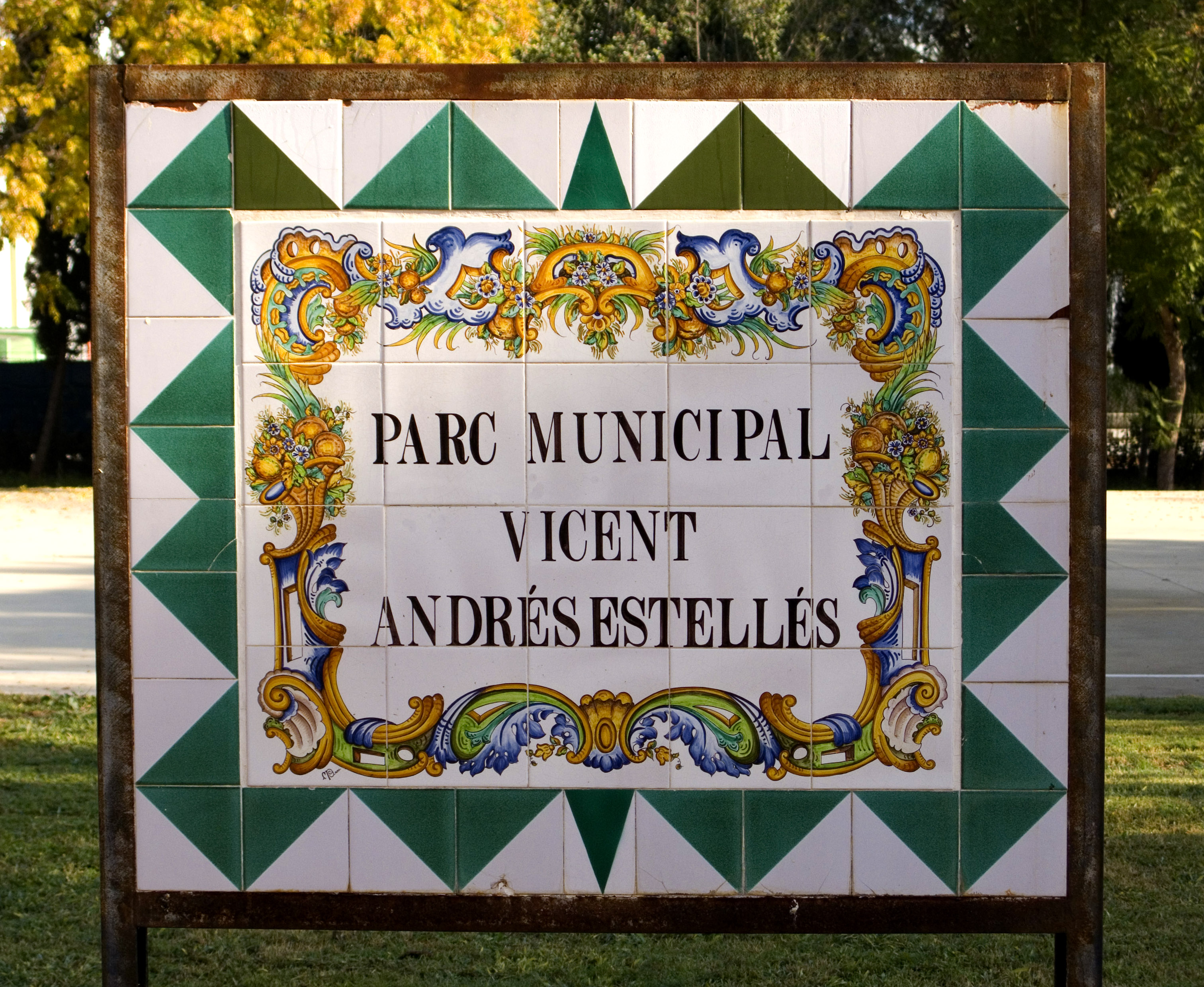
Öffentlicher Park in Valencia

Vicent Andrés Estellés (* 4. September 1924 in Burjassot; † 27. März 1993 in Valencia) war ein valencianischer Journalist, Schriftsteller und Dichter, der hauptsächlich auf Katalanisch schrieb. Er gilt als großer Erneuerer der zeitgenössischen valencianischen Literatur und als der bedeutendste Dichter der valencianischen Poesie seit Ausiàs March und Joan Roís de Corella.

## Leben und Werk
Vicent Andrés Estellés wuchs als Sohn eines Bäckers in Burjassot auf. Schon in seiner Kindheit begann er mit dem Schreiben von Literatur, anfangs vor allem von Theaterstücken. Als Jugendlicher lebte er in Valencia, wo seine Leidenschaft für Literatur geweckt wurde. Nach dem Ende des Spanischen Bürgerkriegs arbeitete er kurz u. a. als Bäcker und Goldschmied, ehe er ab 1942 mit einem Stipendium in der Escuela Oficial de Periodismo in Madrid studierte. In dieser Zeit veröffentlichte er vor allem spanische Übersetzungen seiner Gedichte. 1948 zog er wieder zurück nach Valencia und arbeitete bis 1978 als Journalist bei der Zeitung Las Provincias.
Das Werk von Vicent Andrés Estellés ist sehr vielfältig und umfangreich. Zentrale Themen sind der Tod, der Sex und die Heimat, immer aus einer populären, alltäglichen, schlichten, direkten und sogar vulgären Brille. So verarbeitete er z. B. in La nit (1956) den Tod seiner gerade vier Monate alten Tochter. Er schrieb auf Katalanisch. Einen Großteil seiner annähernd einhundert Lyrikbände veröffentlichte er zwischen 1972 und 1990 in der zehnbändigen Obra Completa (Vollständiges Werk). Sein Gedichtzyklus Llibre de meravelles erreichte seit 1971 siebzehn Auflagen. In deutscher Übersetzung erschienen erste Gedichte 1990 in der Lyrik-Zeitschrift Sirene. 1993 gab Hans-Ingo Radatz eine zweisprachige Anthologie seines Werks mit einem Vorwort heraus.
Anlässlich des 100. Geburtstags des Dichters wurde das Jahr 2024 von der Diputació de València und dem spanischen Ministerio de Cultura zum Estellés-Jahr ausgerufen, anlässlich dessen eine Vielfalt von kulturellen Aktivitäten entstanden. In diesem Zusammenhang entstand auch die deutsche Erstübersetzung eines der Schlüsselwerke des Dichters: L'Hotel París. Das übersetzte Werk ist ein Zyklus aus 22 Gedichten, die, sorgfältig aufeinander abgestimmt, wie die Szenen eines experimentellen Schwarzweiß-Films der 50er Jahre zu lesen sind. Das Hotel París des Titels ist dabei ein Stundenhotel im verruchten Barrio Chino in Barcelona, in dem sich, als Chronotopos, die Geschicke von Menschen überkreuzen. Dieses schmierige Hotel wird dabei zur Metapher auf das gesamte Franco-Spanien mit seiner Armut, moralischen Verlogenheit und allgemeinen Erbärmlichkeit. Ein wichtiges Thema des Zyklus ist aber wohl die Stellung der Frau in diesem System. Frauen erscheinen hier als wehrlose Objekte rücksichtsloser Männer, als Ware angepriesene Huren – aber auch als Ehefrauen, die völlig auf ihre Männer fixiert sind. Doch auch die Männer sind hier letztlich Opfer. Dass eine weniger verlogene und entfremdete Welt auch möglich sein kann, blitzt in den Szenen auf, in denen das Heimatdorf als Gegenbild erscheint: kurze Kameraschwenks auf eine alternative Welt.

## Auszeichnungen (Auswahl)
- Premi d’Honor de les Lletres Catalanes (1978)[7]
- Creu de Sant Jordi (1982)
- Premi de les Lletres Valencianes (1984)
- Medalla d’Or Belles Arts del Ministeri de Cultura (1993)[8]

## Werke (Auswahl)

### Monografien
- Llibre de meravelles. Très i Quatre, Valencia 1971 (10. Aufl. 1990).
- Obra Completa. 10 Bände. Très i Quatre, Valencia 1972–1990.
- El procès. Proa, Barcelona 1978.
- Lletra al pintor valencià Josep Renau. E. Climent, Valencia 1978.
- El Corb. Quaderns Crema, Barcelona 1979.
- Xàtiva. Associació Amies de la Costerà, Xàtiva 1980.
- Poemes preliminari. Casa de Cultura, Manacor 1983.
- Cançoneret de Ripoll. Empuries, Barcelona 1985.
- Ram diürn. Proa, Barcelona 1986.
- Odes temporali / La casa de la musica vora el mar. Edicions 62, Barcelona 1988.
- Primera soledad. Edicions Alfons el Magnànim, Valencia 1988.
- Puig Antich. Empuries, Barcelona 1989.
- Estât d’excepció. Edicions de la Guerra, Valencia 1991.
- Mare de terra. Edicions 62, Barcelona 1992.
- Vida contemplativa. Ed. La Forest d’Arana, Valencia 1992.
- Mural del Pais Valencia. 3 Bände. Très i Quatre, Valencia 1996.

### Anthologien
- Jaume Pérez Montaner, Vicent Salvador (Hrsg.): Antologia poètica de Vicent Andrés Estellés.  Tres i Quatre, Valencia 1982.
- Jaume Pérez Montaner (Hrsg.): Poesia eròtica. Laia, Barcelona 1985.
- Gerard Vergés (Hrsg.): Antologia poètica. Edicions Proa, Barcelona 1985.
- Eva Calaf (Hrsg.): Poesies. Col-leccio  Tineil, Barcelona 1992.
- Lluís Alpera (Hrsg.): Antologia poètica comentada. Editorial Aguaclara, Alacant 1992.
- Jaume Pérez Montaner (Hrsg.): Antologia poètica (= Eis quatre vents). Consell Valencia de Cultura, Valencia 1993.
- Àlvar Banyó i Sanf, Daniel P. Grau (Hrsg.): 69 poemes d’amor. Edicions del Bullent, Picanya 1995.

### Übersetzungen ins Deutsche
- Gedichte. Aus dem Katalanischen übersetzt, herausgegeben und mit einer Einleitung versehen von Hans-Ingo Radatz. Domus Ed. Europaea, Frankfurt am Main 1993, ISBN 3-927884-42-1 (deutsch, katalanisch, 2., verb. Aufl. 1996).
- Hotel Paris (= Bamberger Editionen. Band 21). Aus dem Katalanischen übersetzt, herausgegeben und mit einer Einführung versehen von Hans-Ingo Radatz. University of Bamberg Press, Bamberg 2024, ISBN 978-3-98989-014-5, doi:10.20378/irb-97040 (deutsch, katalanisch).